# Saint-Alban-Auriolles
 Saint-Alban-Auriolles  là một xã ở tỉnh Ardèche, vùng Rhône-Alpes ở đông nam nước Pháp.